# Epidesma dodaba
Epidesma dodaba là một loài bướm đêm thuộc phân họ Arctiinae, họ Erebidae.